# Achille Cajafa
Achille Cajafa (n. 23 noiembrie 1904, Vietri sul Mare, Campania, Italia – d. 13 ianuarie 1959, Vignole Borbera, Piemont, Italia) a fost un avocat italian organizator al Festivalului de la Sanremo din 1958, fiind supranumit  „dictator al cântecului canzone”.
După ce și-a termminat studiile în drept la Universitatea din Milano unde a studiat dreptul, în 1945 Achille Cajafa s-a stabilit la Sanremo unde a devenit director al Hotelului Londra și apoi președinte al Asociației Hotelierilor din Sanremo.
La scurt timp după Festivalul de la Sanremo din 1956, devenit și președinte al Cazinoului din Sanremo și, prin urmare, organizator al festivalului împreună cu RAI. În 1958 a devenit și director artistic al Festivalului.
La 13 ianuarie 1959 a murit la vârsta de 54 de ani într-un accident rutier lângă [[Vigno]le Borbera]], în timp ce se întorcea de la Milano de la verificarea costumelor cântăreților.pentru Festivalul de la Sanremo din 1959.
A fost înmormântat în cimitirul Valle Armea din Sanremo.